# Actinopoda
Embranchement
Classes de rang inférieur
- Acanthaires
- Héliozoaires
- Radiolaires

Classification phylogénétique
- Eukaryota
  - Unikonta
    - Amoebozoa
    - Opisthokonta
      - Holomycota
        - Nucleariida
        - Fungi

      - Holozoa
        - Mesomycetozoa
        - Filozoa
          - Filasterea
          - Choanobionta
            - Choanomonada
            - Metazoa

  - Bikonta
    - Apusozoa
    - Excavata
      - Metamonada
      - Euglenozoa
      - Percolozoa

    - Plantae
    - Chromalveolata s.l.
      - Hacrobia
        - Cryptophyta
        - Haptophyta

      - Harosa
        - Stramenopiles
        - Alveolata
          - Ciliophora
          - Dinoflagellata
          - Apicomplexa

        - Rhizaria
          - Cercozoa
          - Retaria

Les actinopodes (Actinopoda) sont des organismes vivants unicellulaires hétérotrophes nucléés, ce qui en fait des eucaryotes.

## Description
Ce sont des organismes aquatiques unicellulaires (toujours composés d'une unique cellule). Ils sont d'assez grande taille (jusqu'à plusieurs centaines de micromètres µm), d'architecture complexe, et le plus souvent à symétrie sphérique.
Ils sont caractérisés par la possession de fins pseudopodes rayonnants. La plupart des actinopodes possèdent un squelette externe calcaire ou siliceux (SiO2). Ils sont adaptés à la vie planctonique.
Des spicules et des prolongements cytoplasmiques (filopodes et axopodes) saillent du corps de la cellule.
Les spicules, recouverts de cytoplasme, sont produites par un endosquelette dont la composition varie en fonction des espèces (sulfate de strontium, silice, mélange de silice et de composés organiques). À la sortie des spicules se trouvent les myonèmes.
Les axopodes sont sous-tendus par des faisceaux de microtubules, alors que les filopodes sont de simples prolongement cytoplasmiques.
Les mitochondries sont à crête tubulaire.
Il n'existe ni plastes, ni pigments.
Certaines espèces sont multinucléées. D'autres présentent un stade flagellé.

## Phylogénie
La monophylie du groupe est aujourd'hui contestée : les Héliozoaires notamment seraient polyphylétiques et leurs différents groupes se situeraient au sein ou à proximité des Chromistes, ainsi que parmi les Cercozoaires où ils retrouvent les Radiolaires Phéodariés
Les autres Radiolaires : Acanthaires et Polycystines, formeraient ensemble et avec les Sticholonches le groupe frère d'un autre ensemble constitué des Cercozoaires et Foraminifères, au sein du groupe des Rhizaria.

## Caractères propres aux Actinopodes
- La cellule est hérissée de spicules recouverts de cytoplasme et d'axopodes.
- L'axopode possède une structure particulière comprenant un centre rigide appelé axonème (constitué de paquet de microtubules). Ce caractère pourrait cependant avoir été développé plusieurs fois…

## Écologie
Les Actinopodes sont principalement marins, mais quelques espèces vivent en eau douce.
Ce sont des prédateurs planctoniques. Les proies, pouvant être constituées d'organismes unicellulaires ou pluricellulaires, collent aux axopodes où elles sont phagocytées. Mais la digestion s'effectue dans une zone plus centrale de la cellule.
Certaines espèces vivent en symbiose avec des Haptophytes (algues de la lignée brune). Ces dernières sont localisées dans le cortex d'axopode et de spicules.
La reproduction peut être asexuée ou sexuée avec intervention de cystes (formes flagellées).

## Géologie
Les radiolaires ont une grande importance géologique. Les espèces plus anciennes connues datent du Cambrien inférieur (-540 MA).

## Liste des genres d'Actinopoda
- Actinophrys